# Гурни-Груд
Гурни-Груд (пол. Górny Gród) — село в Польщі, у гміні Дубичі Церковні Гайнівського повіту Підляського воєводства.
Населення — 20 осіб (2011).
У 1975-1998 роках село належало до Білостоцького воєводства.

## Демографія
Демографічна структура станом на 31 березня 2011 року:
|          | Загалом | Допрацездатний вік | Працездатний вік | Постпрацездатний вік |
| -------- | ------- | ------------------ | ---------------- | -------------------- |
| Чоловіки | 10      | 0                  | 8                | 2                    |
| Жінки    | 10      | 1                  | 1                | 8                    |
| Разом    | 20      | 1                  | 9                | 10                   |